# Mesochorus caccabatus
Mesochorus caccabatus är en stekelart som beskrevs av Dasch 1974. Mesochorus caccabatus ingår i släktet Mesochorus och familjen brokparasitsteklar. Inga underarter finns listade i Catalogue of Life.